# El club (película)
El club es una película chilena de 2015 dirigida por Pablo Larraín. Fue exhibida en la competencia principal del 65.º Festival Internacional de Cine de Berlín, donde ganó el Oso de Plata-Gran Premio del Jurado.
En septiembre de 2015, el filme fue seleccionado para representar a Chile en la competición por los premios Óscar. En diciembre del mismo año, se convirtió en la segunda cinta chilena en ser nominada a un Globo de Oro en la categoría de mejor película en lengua no inglesa.
La cinta es un drama centrado en un grupo de sacerdotes católicos criminales, a quienes la Iglesia esconde en una casa de un remoto pueblo.

## Sinopsis
Bajo la atenta mirada de una mujer que los cuida, cuatro sacerdotes viven en una pequeña casa en la localidad de La Boca, comuna de Navidad, Región de O'Higgins, Chile. Todos ellos cometieron actos censurables y se encuentran en este retirado hogar castigados por las autoridades eclesiásticas. La mujer es una monja y la casa sirve de escondite para sacerdotes pecadores.
Todos consiguen establecer una rutina entrenando a un galgo de carreras hasta que un día llega un quinto sacerdote. Se trata de un pedófilo que les recuerda las desgracias de sus vidas pasadas. La frágil estabilidad que se había conseguido crear va a romperse rápidamente tras una serie de acontecimientos oscuros que provocarán la llegada de un sexto sacerdote que tiene como objetivo investigar lo que sucede en la casa.

## Elenco
- Alfredo Castro como Padre Vidal.
- Roberto Farías como Sandokan.
- Antonia Zegers como Madre Mónica.
- Marcelo Alonso como Padre García.
- Alejandro Goic como Padre Ortega.
- Jaime Vadell como Padre Silva.
- Alejandro Sieveking como Padre Ramírez.
- José Soza como Padre Lazcano.
- Francisco Reyes como Padre Alfonso.
- Diego Muñoz como Diego, surfista 1.
- Gonzalo Valenzuela como Gonzalo, surfista 2.
- Catalina Pulido como Cata, chica surfista.
- Paola Lattus como vendedora pescadería.
- Erto Pantoja como adiestrador de perros 1.
- Felipe Ríos como adiestrador de perros 2.

## Premios y nominaciones
El filme ha recibido las siguientes nominaciones y galardones:
| Premio                                          | Categoría                                  | Nominado | Resultado | Ref(s) |
| ----------------------------------------------- | ------------------------------------------ | --- | --------- | ------ |
| Globos de Oro                                   | Mejor Película Extranjera                  | Pablo Larraín | Nominado  | [ 9 ]  |
| Festival Internacional de Cine de Berlín        | Mejor Película                             | Pablo Larraín | Nominado  | [ 10 ] |
| Festival Internacional de Cine de Berlín        | Gran Premio del Jurado                     | Pablo Larraín | Ganador   | [ 10 ] |
| Festival Internacional de Cine de San Sebastián | Premio Horizontes                          | Pablo Larraín | Nominada  | [ 11 ] |
| Festival Internacional de Cine de La Habana     | Mejor Película                             | Pablo Larraín | Ganador   | [ 12 ] |
| Premio Iberoamericano de Cine Fénix             | Mejor Película                             | Pablo Larraín | Ganador   | [ 13 ] |
| Premio Iberoamericano de Cine Fénix             | Mejor Director                             | Pablo Larraín | Ganador   | [ 13 ] |
| Premio Iberoamericano de Cine Fénix             | Mejor Actor                                | Alfredo Castro | Ganador   | [ 13 ] |
| Premio Iberoamericano de Cine Fénix             | Mejor Actor                                | Roberto Farías | Nominado  | [ 13 ] |
| Premio Iberoamericano de Cine Fénix             | Mejor Actriz                               | Antonia Zegers | Nominado  | [ 13 ] |
| Premio Iberoamericano de Cine Fénix             | Mejor Guion                                | Pablo Larraín, Daniel Villalobos y Guillermo Calderón                                                              | Ganador   | [ 13 ] |
| Premio Iberoamericano de Cine Fénix             | Mejor Fotografía                           | Sergio Armstrong                                                                                                   | Nominado  | [ 13 ] |
| Premio Iberoamericano de Cine Fénix             | Mejor Montaje                              | Sebastián Sepúlveda                                                                                                | Nominado  | [ 13 ] |
| Premio Iberoamericano de Cine Fénix             | Mejor Sonido                               | Miguel Hormazábal, Roberto Zúñiga, Ivo Moraga, Salomé Román y Mauricio Molina                                      | Nominado  | [ 13 ] |
| Festival Internacional de Cine de Mar del Plata | Mejor Película                             | Pablo Larraín | Nominada  | [ 14 ] |
| Festival Internacional de Cine de Mar del Plata | Mejor Guion                                | Pablo Larraín, Daniel Villalobos y Guillermo Calderón                                                              | Ganador   | [ 14 ] |
| Festival Internacional de Cine de Mar del Plata | Mejor Actor                                | Roberto Farías, Alfredo Castro, Alejandro Goic y Jaime Vadell                                                      | Ganador   | [ 14 ] |
| Festival Internacional de Cine de Chicago       | Mejor Película                             | Pablo Larraín | Nominada  | [ 15 ] |
| Festival Internacional de Cine de Chicago       | Mejor Director                             | Pablo Larraín | Ganador   | [ 15 ] |
| Festival Internacional de Cine de Chicago       | Mejor Guion                                | Pablo Larraín, Daniel Villalobos y Guillermo Calderón                                                              | Ganador   | [ 15 ] |
| Festival Internacional de Cine de Chicago       | Mejor Ensamble                             | Roberto Farías, Antonia Zegers, Alfredo Castro, Alejandro Goic, Alejandro Sieveking, Jaime Vadell y Marcelo Alonso | Ganador   | [ 15 ] |
| Festival Iberoamericano de Cine de Ceará        | Mejor Película                             | Pablo Larraín | Ganador   | [ 16 ] |
| Festival Iberoamericano de Cine de Ceará        | Mejor Guion                                | Pablo Larraín, Daniel Villalobos y Guillermo Calderón                                                              | Ganador   | [ 16 ] |
| Festival Iberoamericano de Cine de Ceará        | Mejor Actor                                | Roberto Farías, Alfredo Castro, Alejandro Goic, Alejandro Sieveking, Jaime Vadell y Marcelo Alonso                 | Ganador   | [ 16 ] |
| Festival Iberoamericano de Cine de Ceará        | Premio de la Crítica                       | Pablo Larraín | Ganador   | [ 16 ] |
| Austin Fantastic Fest                           | Mejor Película                             | Pablo Larraín | Ganador   | [ 17 ] |
| Festival Internacional de Cine de Helsinki      | Premio del Público                         | Pablo Larraín | Ganador   | [ 18 ] |
| Festival Internacional de Cine de Gent          | Mejor Película                             | Pablo Larraín | Nominada  |        |
| Festival Internacional de Cine de Filadelfia    | Gran Premio del Jurado                     | Pablo Larraín | Nominada  | [ 19 ] |
| Festival de Cine de Lima                        | Mejor Película                             | Pablo Larraín | Ganador   | [ 20 ] |
| Online Film Critics Society Awards              | Top 10 no estrenadas en USA                | Pablo Larraín | Ganador   | [ 21 ] |
| Premios Cinematográficos José María Forqué      | Mejor Película Latinoamericana             | Pablo Larraín | Ganador   | [ 22 ] |
| Premios Caleuche                                | Mejor Actor Protagónico                    | Alfredo Castro | Nominado  | [ 23 ] |
| Premios Caleuche                                | Mejor Actor Protagónico                    | Marcelo Alonso | Nominado  | [ 23 ] |
| Premios Caleuche                                | Mejor Actor de Reparto                     | Roberto Farías | Ganador   | [ 23 ] |
| Premios Caleuche                                | Mejor Actor de Reparto                     | Alejandro Sieveking                                                                                                | Nominado  | [ 23 ] |
| Premios Caleuche                                | Mejor Actor de Reparto                     | José Soza | Nominado  | [ 23 ] |
| Premios Caleuche                                | Mejor Actriz de Reparto                    | Antonia Zegers | Ganadora  | [ 23 ] |
| Premios Platino                                 | Mejor Película de Ficción Iberoamericano   | Pablo Larrain | Nominado  |        |
| Premios Platino                                 | Mejor Dirección                            | Pablo Larrain | Nominado  |        |
| Premios Platino                                 | Mejor Guion                                | Pablo Larrain, Guillermo Calderon y Daniel Villalobos                                                              | Ganador   |        |
| Premios Platino                                 | Mejor Actor                                | Alfredo Castro | Nominado  |        |
| Premios Platino                                 | Mejor Actriz                               | Antonia Zegers | Nominado  |        |
| Premios Platino                                 | Mejor Dirección de Fotografía              | Sergio Armstrong                                                                                                   | Nominado  |        |
| Premio Pedro Sienna                             | Mejor Largometraje de Ficción              | Pablo Larraín | Ganador   |        |
| Premio Pedro Sienna                             | Mejor Dirección                            | Pablo Larraín | Ganador   |        |
| Premio Pedro Sienna                             | Mejor Dirección de Fotografía              | Sergio Armstrong                                                                                                   | Nominado  |        |
| Premio Pedro Sienna                             | Mejor Montaje                              | Sebastián Sepúlveda                                                                                                | Ganador   |        |
| Premio Pedro Sienna                             | Mejor Música Original                      | Carlos Cabezas | Ganador   |        |
| Premio Pedro Sienna                             | Mejor Guion                                | Guillermo Calderón, Daniel Villalobos y Pablo Larraín                                                              | Ganador   |        |
| Premio Pedro Sienna                             | Mejor Dirección de Arte                    | Estefanía Larraín                                                                                                  | Nominada  |        |
| Premio Pedro Sienna                             | Mejor Interpretación Protagónica Masculina | Alejandro Goic | Nominado  |        |
| Premio Pedro Sienna                             | Mejor Interpretación Protagónica Masculina | Roberto Farías | Nominado  |        |
| Premio Pedro Sienna                             | Mejor Interpretación Secundaria Femenina   | Antonia Zegers | Ganadora  |        |
| Premio Pedro Sienna                             | Mejor Interpretación Secundaria Masculina  | Marcelo Alonso | Nominado  |        |